# 나카무토베촌
나카무토베촌(일본어: 中六人部村)은 일본 교토부 아마타군에 있던 촌이다. 현재의 후쿠치야마시에 해당한다.

## 역사
- 1889년 4월 1일 - 정촌제 시행에 의해 3촌의 구역을 가지고 성립하였다.
- 1955년 4월 1일 - 후쿠치야마시에 편입, 동일 나카무토베촌은 폐지되었다.

## 교통

### 도로
현재는 구촌 지역에 마이즈루 와카사 자동도로의 모토베 주차장이 있지만, 당시에는 미개통 상태였다. 

## 참고문헌
- 角川日本地名大辞典 26 京都府